# Synaphobranchidae
Synaphobranchidae – rodzina morskich ryb promieniopłetwych z rzędu węgorzokształtnych (Anguilliformes) obejmująca około 40 gatunków, występujących w wodach Oceanu Atlantyckiego, Indyjskiego i Spokojnego.
Charakteryzują się niskim położeniem otworów skrzelowych. U niektórych gatunków 
brak płetw piersiowych. Liczba kręgów w przedziale od 110 do 205. U larw występują diagonalnie wydłużone (tzw. teleskopowe) oczy.

## Klasyfikacja
Rodzina Synaphobranchidae dzieli się na trzy podrodziny:
- Simenchelyinae Gill, 1879 – jedynym przedstawicielem jest Simenchelys parasitica Gill, 1879
- Ilyophinae Jordan & Davis, 1891
- Synaphobranchinae Johnson, 1862